# Cantó d'Aumale
El cantó d'Aumale és un cantó francès del departament del Sena Marítim, situat al districte de Dieppe. Té 15 municipis i el cap és Aumale.

## Municipis
- Aubéguimont
- Aumale
- Le Caule-Sainte-Beuve
- Conteville
- Criquiers
- Ellecourt
- Haudricourt
- Illois
- Landes-Vieilles-et-Neuves
- Marques
- Morienne
- Nullemont
- Richemont
- Ronchois
- Vieux-Rouen-sur-Bresle

## Història
| Data d'elecció                           | Identitat            | Partit                     | Qualitat |
| ---------------------------------------- | -------------------- | -------------------------- | -------- |
| 1945-19..                                | M. Fournot           | Rad.                       |          |
| 19..-1961                                | Jean-Noël Yvart      | Divers droite              |          |
| 1961-1973                                | M. Guillemarre       | UNR, després divers droite |          |
| 1973-1998                                | Marcel Fourquez      | Divers gauche              |          |
| 1998-2011                                | Pierre-Marie Duhamel | Divers droite, després UMP |          |
| 2011-                                    | Virginie Lucot-Avril | UMP                        |          |
| les dades anteriors no són pas conegudes |                      |                            |          |
|                                          |                      |                            |          |

## Demografia
| A partir de 1990: Població sense dobles comptes |